# 热振·阿旺洛桑益西丹巴坚赞
热振·阿旺洛桑益西丹巴坚赞（藏語：ངཀ་དབང་བློ་བཟང་ཡེ་ཤེས་བསྟན་པའི་རྒྱལ་མཚན，威利转写：ngak dbang blo bzang ye shes bstan pa’i rgyal mtshan，?—?）藏族，籍贯不详，第四世热振活佛（世数的说明见热振活佛）。

## 生平
他曾担任过九世班禅额尔德尼的经师。后来，因为食物中毒而圆寂。其生平事迹不详。